# Abramo Ortelio
Abramo Ortelio (latinizzato come: Abrahamus Ortelius od Orthellius, dal fiammingo Abraham Oertel, Ortels o Hortels) (Anversa, 14 aprile 1527 – Anversa, 28 giugno 1598) è stato un cartografo e geografo fiammingo.
L'Ortelio fu col Mercatore il grande fondatore della cartografia fiamminga ed è ricordato per aver pubblicato il primo atlante moderno.

## Biografia
Abramo Ortelio nacque ad Anversa il 14 aprile 1527 da una famiglia originaria di Augusta. Rimasto orfano di padre a dieci anni, dopo alcuni anni di studi umanistici e particolarmente storici, trovò lavoro in un laboratorio cartografico, dove fu iniziato agli studi geografici. Dal 1550 circa fece frequenti viaggi, specie a Parigi e più ancora a Francoforte, la cui fiera aveva importanza sia per la ricerca sia per lo smercio delle carte, e dove nel 1554 conobbe il celebre Gerardo Mercatore. Nel 1560 seguì Mercatore in Francia; negli anni precedenti aveva visitato più volte l'Italia, dove allacciò amicizie e corrispondenze. Sin dal 1558 era entrato in relazione con Christophe Plantin, celebre editore di Anversa, del quale divenne intimo amico. Seguendo l'esempio di Mercatore si dedicò alla elaborazione di carte geografiche.

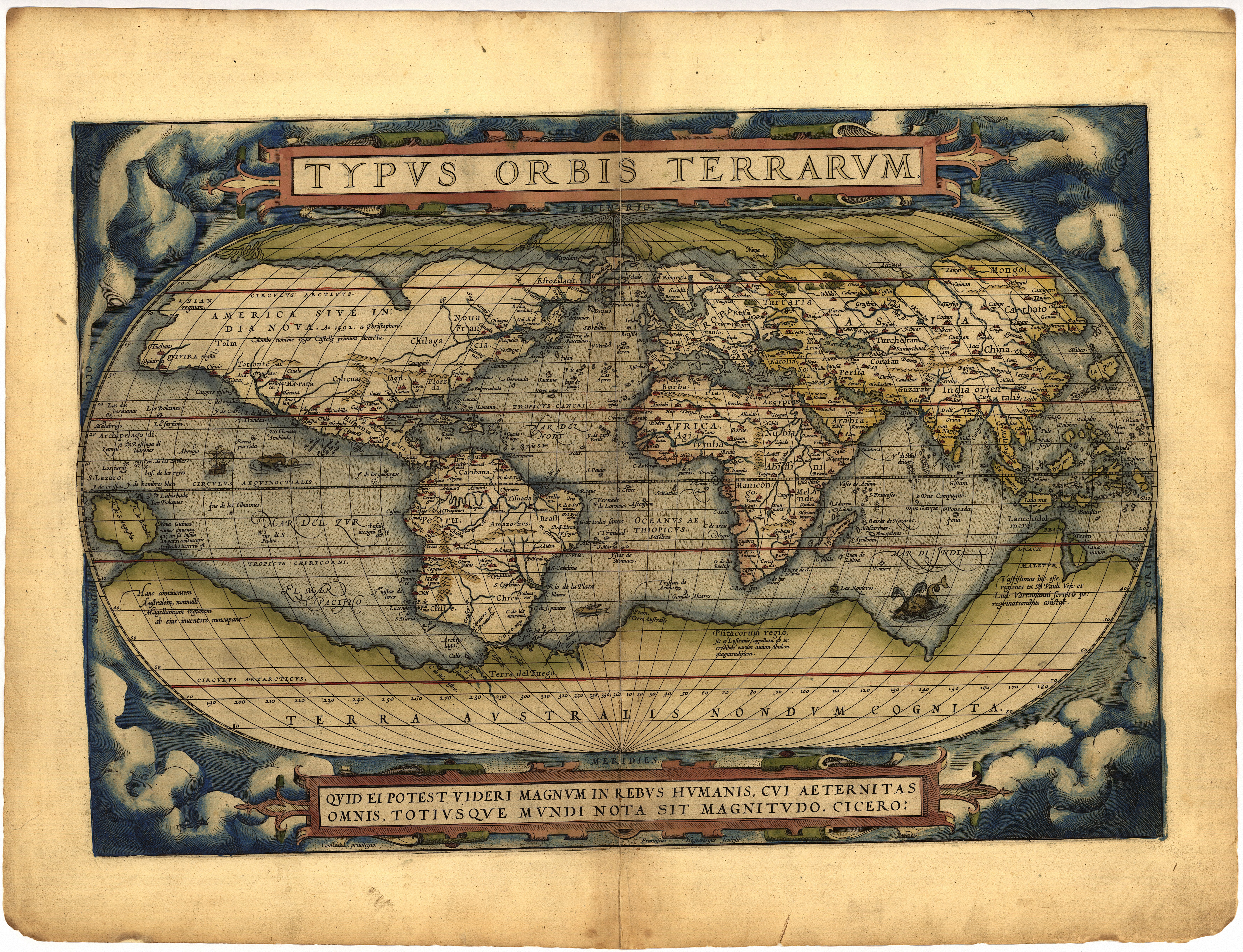
Mappamondo di Ortelio

Nel 1564 terminò il suo mappamondo, Typus Orbis Terrarum, per il quale egli, non esperto di matematica, imitò la proiezione ovale di Benedetto Bordone; nel 1565 pubblicò una carta dell'Egitto, nel 1567 una grande carta dell'Asia, attinta in parte a quella di Giacomo Gastaldi. Ma a quest'epoca Ortelio stava già lavorando al suo magnum opus, cui si era dedicato su consiglio del suo amico Jan Rademaker: un atlante moderno, che apparve nel 1570 col titolo di Theatrum Orbis Terrarum in 70 carte (su 53 fogli) incise dal pittore tedesco Frans Hogenberg. In esso, come nelle precedenti raccolte italiane, sono eliminate le carte tolemaiche e incluse soltanto carte di autori contemporanei, dei quali è quasi sempre indicato il nome su ciascuna carta; le carte fatte dallo stesso Ortelio, all'infuori del mappamondo, sono pochissime. A differenza delle raccolte italiane, le carte sono ridotte tutte a formato uniforme e organicamente coordinate. Ciò bastò ad assicurare il successo dell'opera, la cui richiesta fu tale che l'anno stesso essa si dovette ristampare.
Non meno di 25 edizioni si susseguirono nei vari paesi d'Europa, vivente l'autore, e molte di esse sono integrate da Additamenta (17 carte nuove nell'edizione 1573; 26 nell'edizione 1580; 24 in quella del 1590), mentre non di rado carte vecchie furono sostituite da nuove migliori. Anche dopo la morte dell'autore furono pubblicate fino al 1612 altre edizioni ampliate; un'edizione italiana fu curata da Filippo Pigafetta. Un Catalogus auctorum di carte geografiche note ad Ortelio è premesso a ogni edizione. Nel 1578 Ortelio pubblicò una Synonimia geographica (elenco di concordanze fra i nomi geografici classici e i moderni) seguita da un supplemento al Theatrum col titolo di Parergon sive veteris geographiae aliquot tabulae (1583), contenente carte storiche (10 nella 1ª edizione, altre 10 in quella del 1595) e infine, nel 1587, un Thesaurus geographicus, ampliamento della Synonimia, in forma di vero e proprio dizionario di geografia storica. Ortelio può perciò essere considerato uno dei fondatori della geografia storica, alla quale ha contribuito anche con un suo Itinerarium per nonnullas Galliae Belgicae partes pubblicato nel 1584, mentre, come autore di carte moderne, la sua fama è dovuta soprattutto al fatto che egli fu il primo a comporre un atlante vero e proprio, che sostituì le meno organiche raccolte italiane di carte moderne.
Ortelio morì ad Anversa il 28 gennaio 1598.

## Opere
- (LA) Nomenclator ptolemaicus, Antwerpen, Robert Bruneau, 1603.
- Theatrum Orbis Terrarum (1570), Gillis Coppens van Dienst, Anversa
- Parergon et Nomenclator Ptolemaicus (1579), stamp. Christophe Plantin, Anversa
- Itinerarium per nonnullas Galliæ Belgicæ partes (1584), stamp. Christophe Plantin, Anversa
- Maris Pacifici (1589)
- Synonymia Geographica (1576) e ripubblicato in forma estesa come Thesaurus geographicus (1587)[4] e in una versione ancora più estesa nel 1596.
- (LA) Theatrum orbis terrarum, Antwerpen, Jean Baptiste Vrints, 1609.

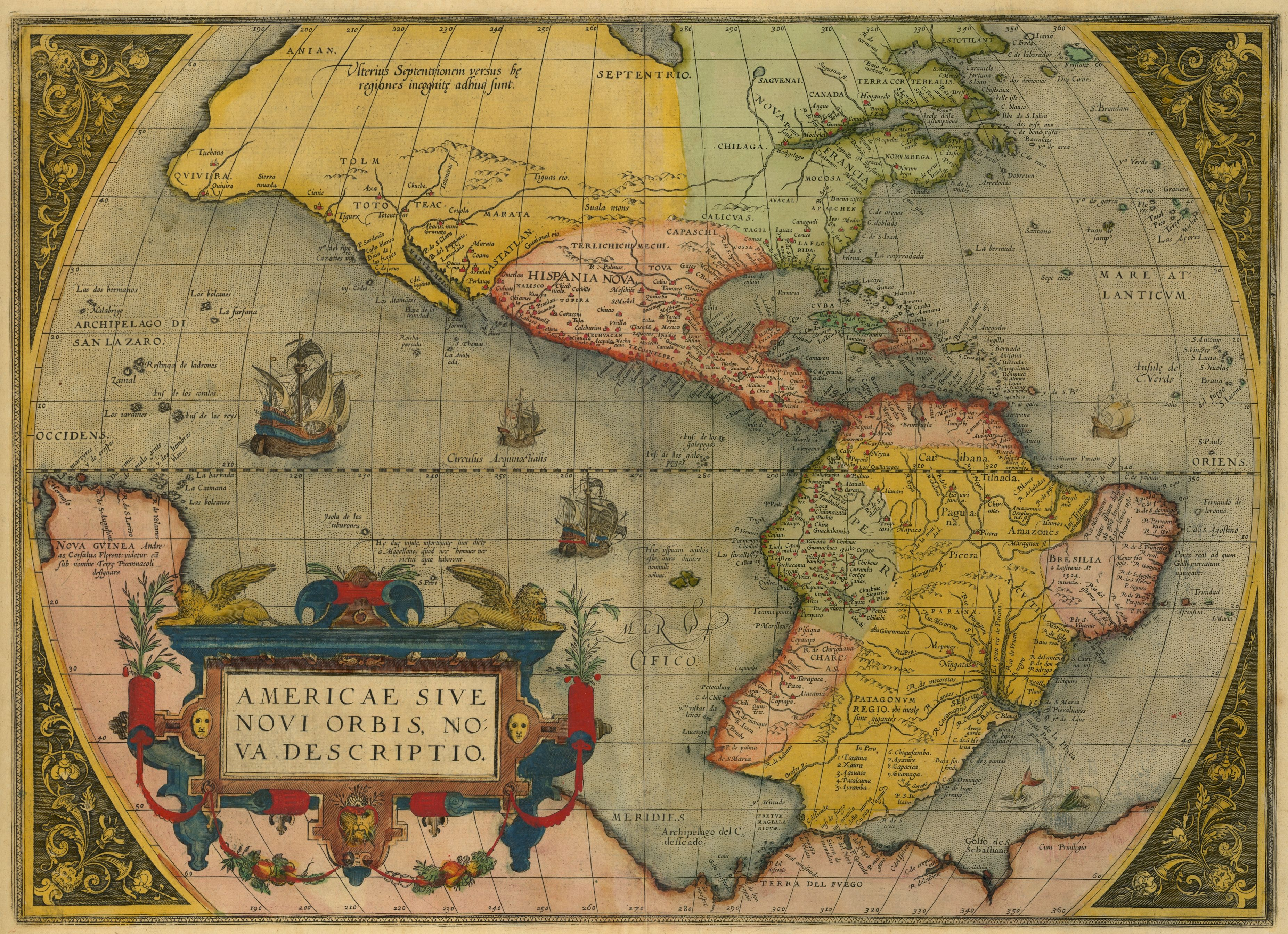
America 1570
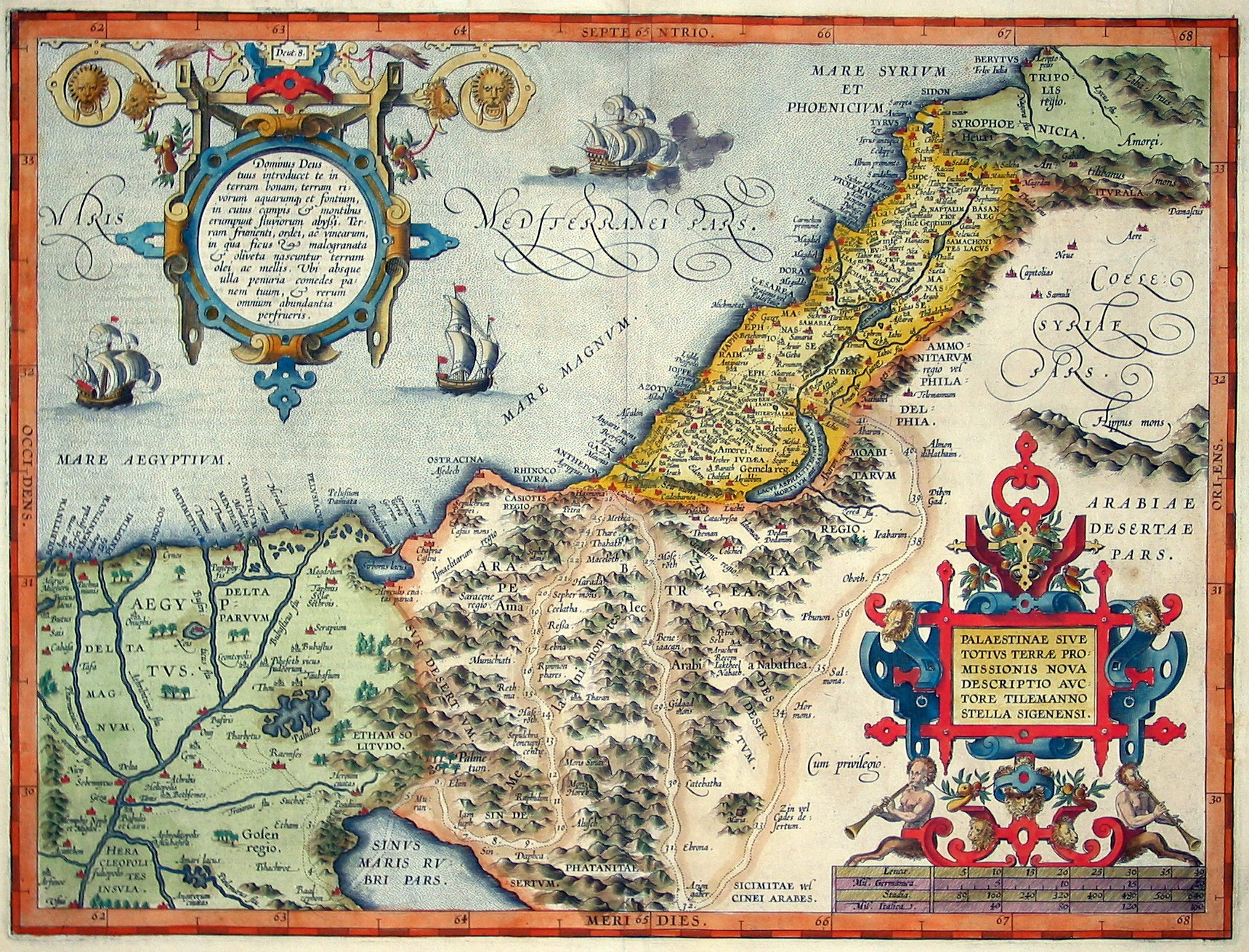
Palestinae 1570
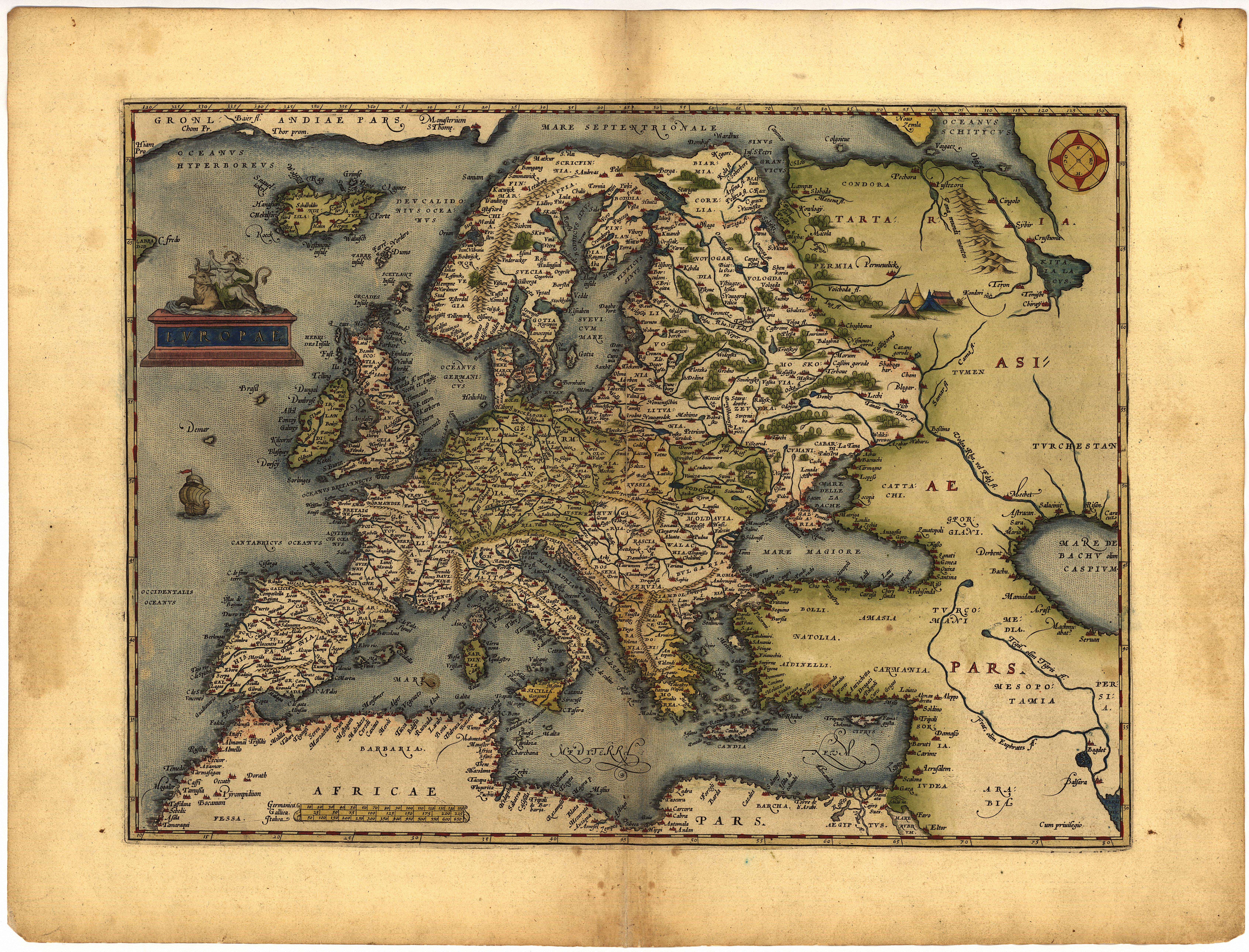
Europae 1572
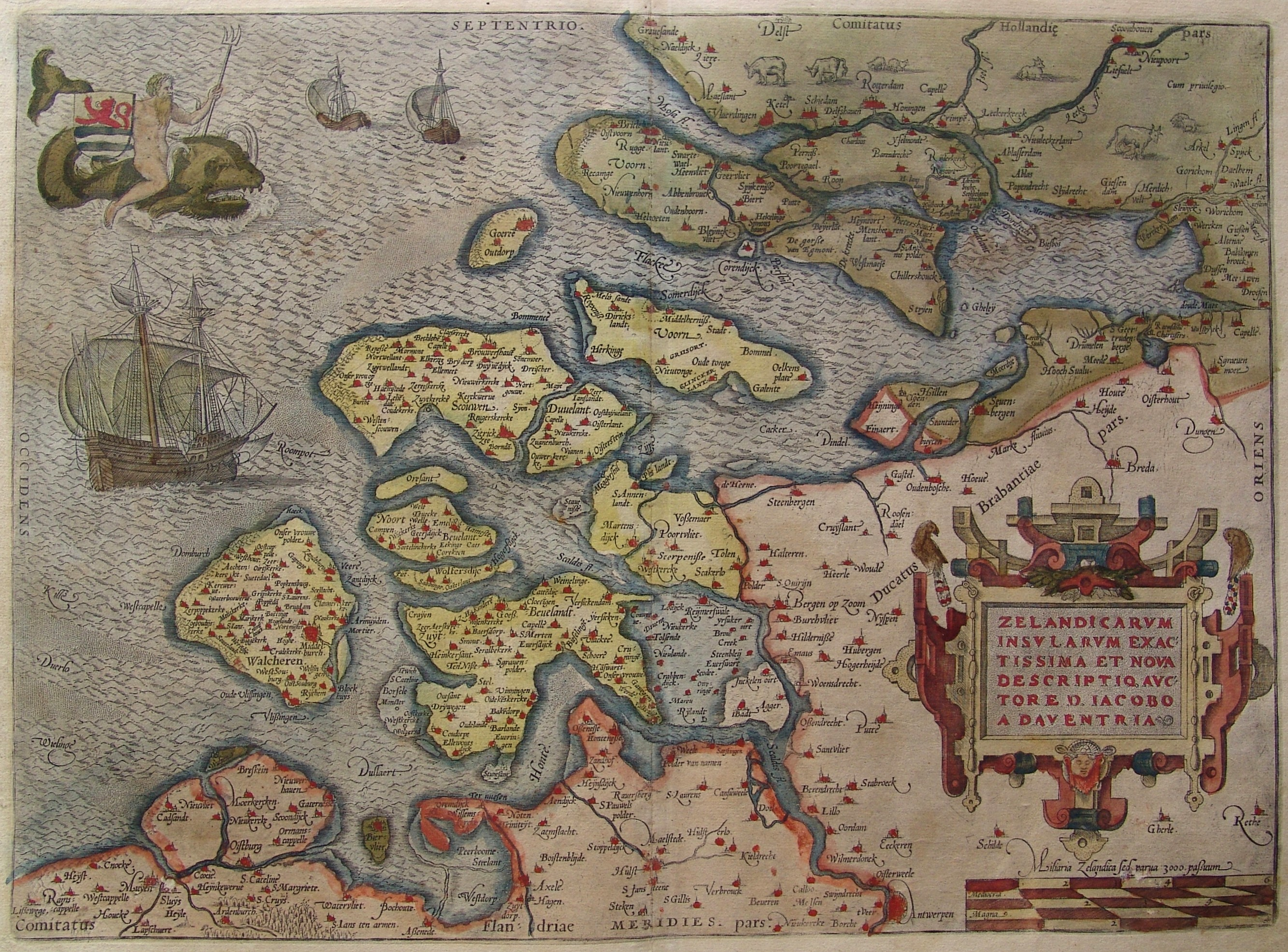
Zelandicarum 1580
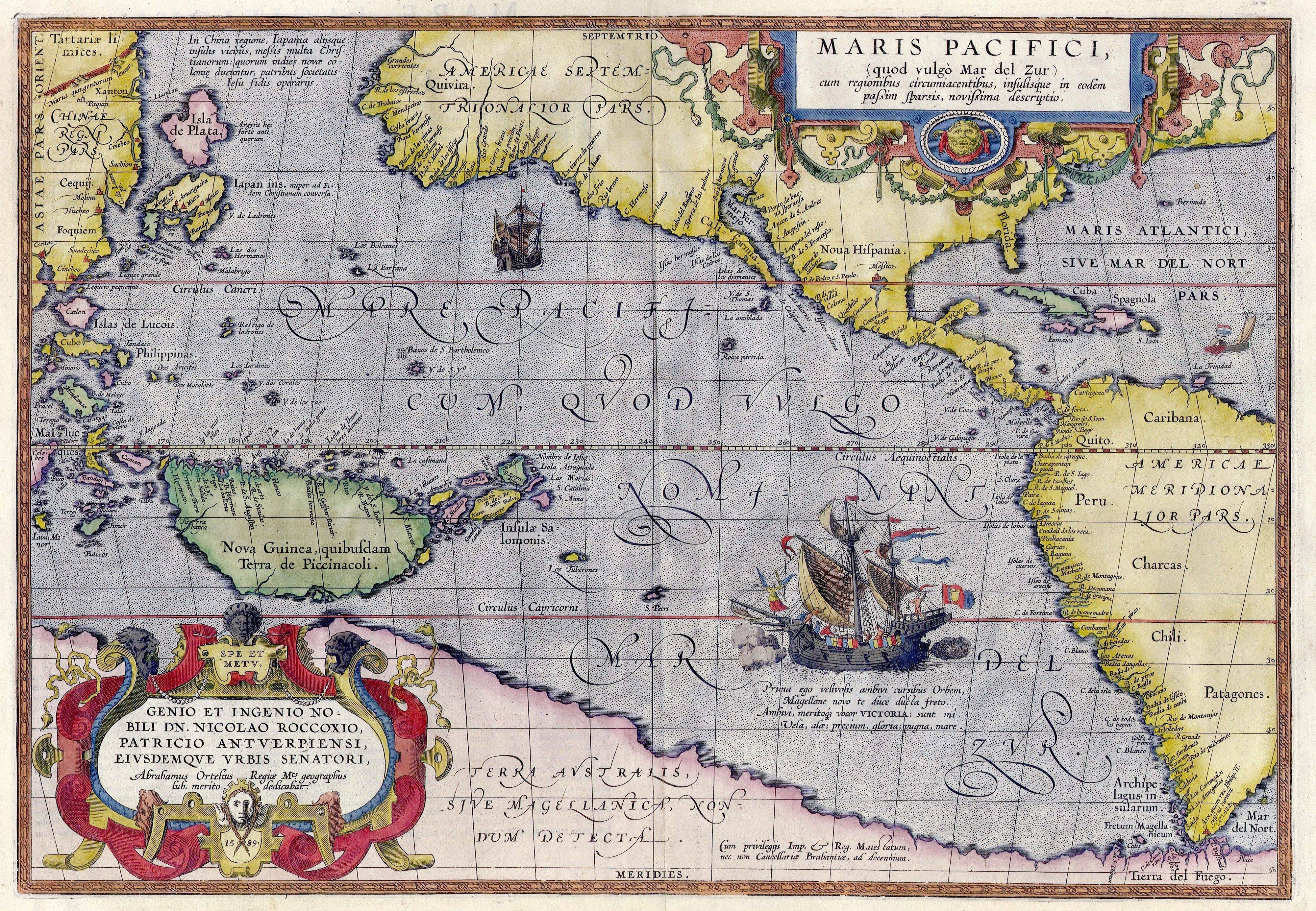
Maris Pacifici 1589
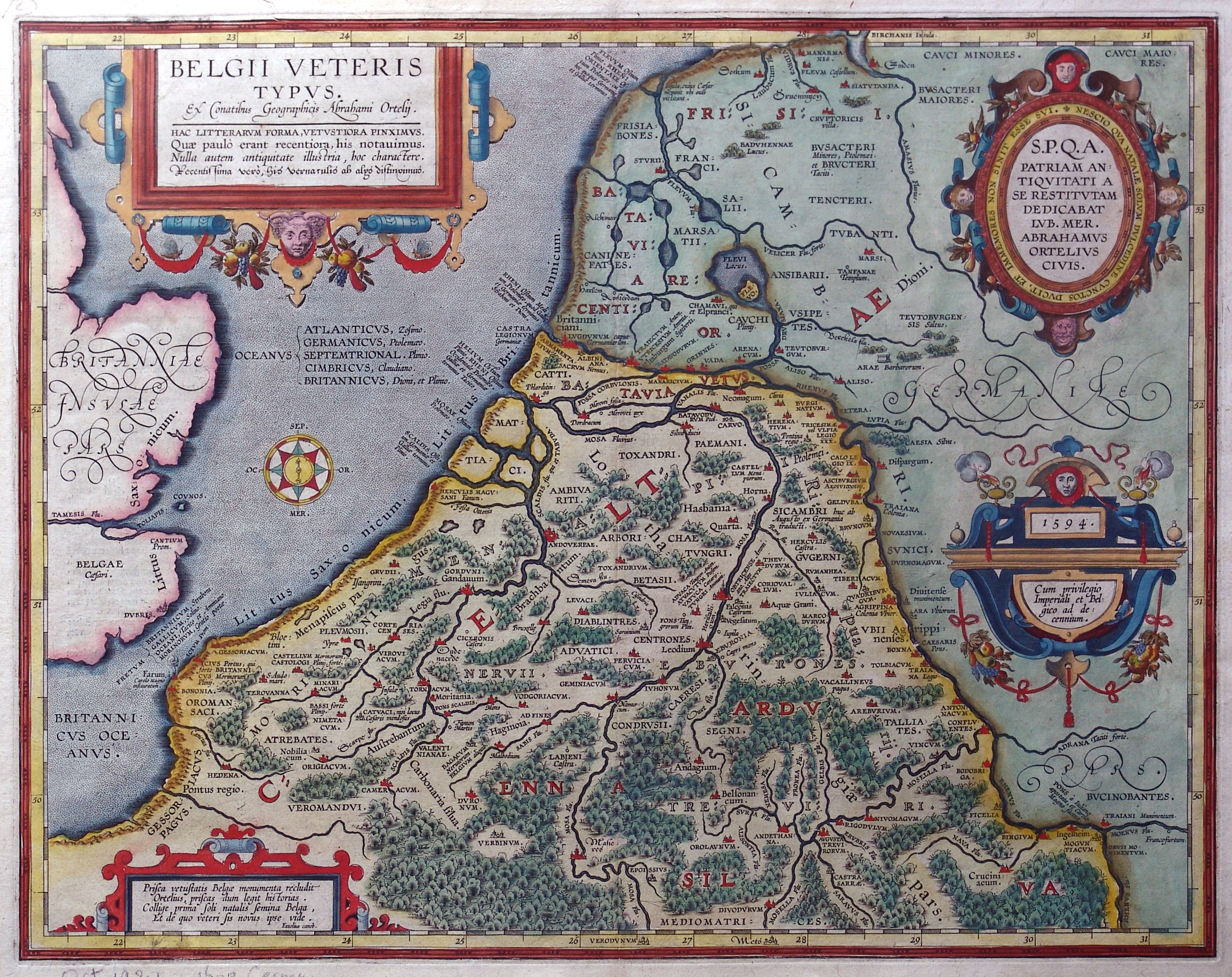
Belgii Veteris 1594
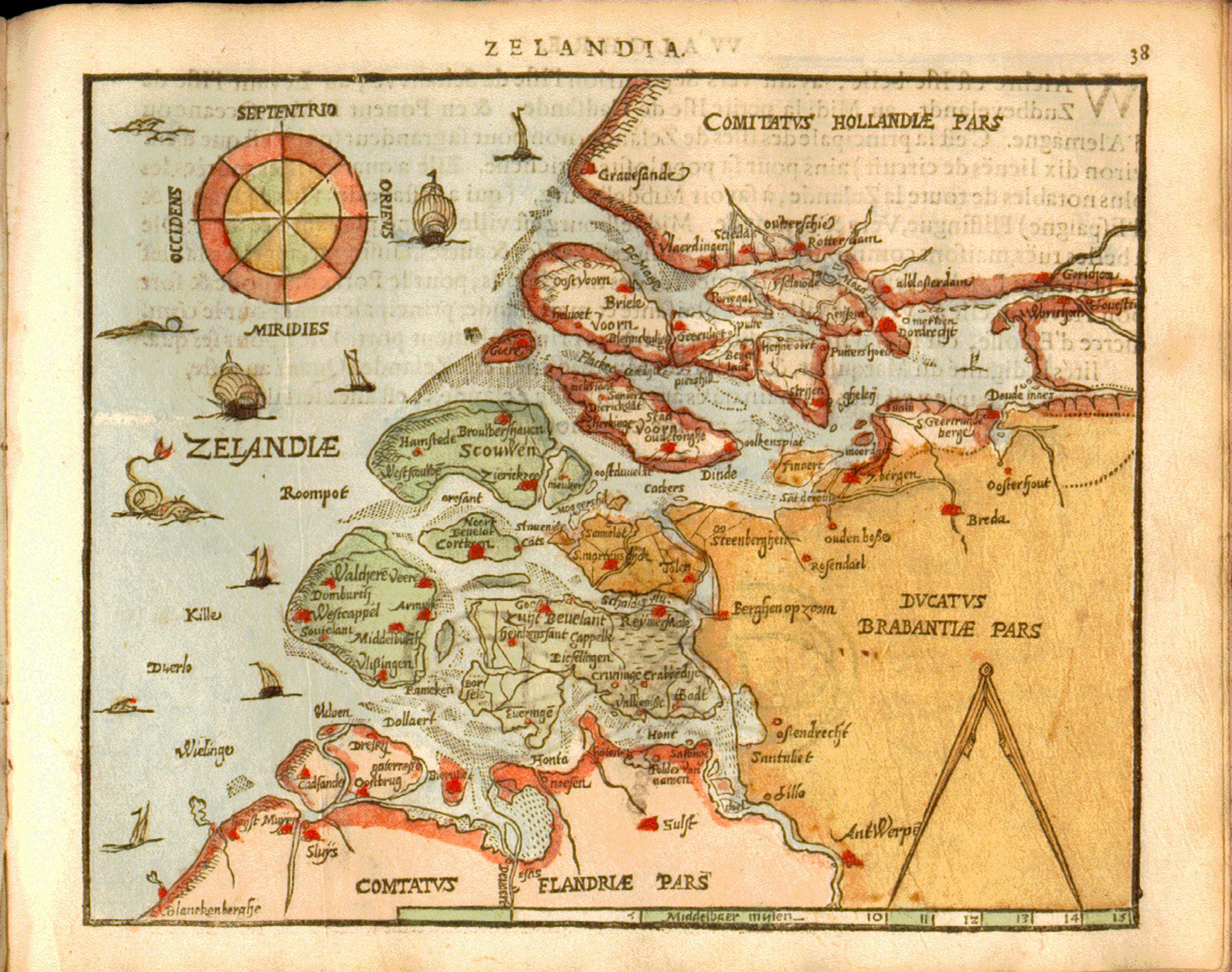
Zelandiæ 1598